# マーチング (イン・ザ・ネーム・オブ・ラブ)
「マーチング (イン・ザ・ネーム・オブ・ラブ)」（Marching (In The Name of Love)）は、スウェーデンの歌手エリック・サーデの5作目のプロモーションシングル。

## 概要
プロモーションシングルとは思えぬほど大きな扱いを受け、PVも制作された。また、発売から約10ヶ月後とかなり後にオリジナル・アルバムに収録された。

## 収録曲
1. マーチング (イン・ザ・ネーム・オブ・ラブ) "Marching (In The Name of Love)"